# 中川君子
中川 君子（なかがわ きみこ、1932年（昭和7年）11月21日 - ）は、日本の宗教家。幸福の科学名誉秘書長。徳島県徳島市出身。徳島女子職業学校（現：徳島文理中学校・高等学校）卒業。

## 経歴
徳島県徳島市で生まれ、徳島女子職業学校（現：徳島文理中学校・高等学校）を卒業。
18歳で針の製造会社を経営する中川忠義と結婚し、理容師の資格を得て理容業を営む。忠義との間には1952年（昭和27年）に長男の力と1956年（昭和31年）に次男の隆（後の大川隆法）を出産する。
また理容師を営みながら、管理理容師の資格も得て、自宅の1階を理容店に改装して経営していた。
1986年（昭和61年）10月に次男の大川隆法が、幸福の科学を設立。また夫の忠義も「顧問」の役職でこれに参加し、善川三朗との法名を使用した。君子は善川三朗の同居者として東京の本部と徳島の自宅との連絡事務を行う秘書長に就任する。その後、1992年ごろに善川三朗が引退して顧問から名誉顧問の肩書に変更することとなり、君子も同時に名誉秘書長との肩書に変更した。

## 関連書籍
- 大川隆法『ただいま86歳、悟りの言葉 実母の守護霊メッセージ』（2018年12月7日発行、幸福の科学）
- 大川隆法『母の教え』（2003年発行、幸福の科学）